# Світ фентезі
«Світ фентезі» — літературний інтернет-журнал присвячений літературі в жанрі фентезі. Існує з 2013 року.
Із вересня 2013 по жовтень 2016 також виходив однойменний електронний літературний журнал українською мовою.
Серед задач, що вони стоять перед редакцією журналу, є популяризація фентезі українською мовою; публікація творів невеличкого розміру молодих авторів; інформування про події, що вони відбуваються у світі фентезі як України, так і закордоном. У місячнику розміщують не лише літературні події, а й ті, що присвячені кіно, аніме, музиці, комп'ютерним та настільним рольовим іграм.

## Журнал

### Хронологія видання чисел
| № п/п      | Число, дата                                                   | Опис                     | Сторінок             |
| ---------- | ------------------------------------------------------------- | ------------------------ | -------------------- |
| 1          | № 1, вересень 2013                                            |                          | 48                   |
| 2          | № 2, жовтень 2013                                             |                          | 78                   |
| 3          | № 3, листопад 2013                                            |                          | 52                   |
| 4          | № 1, грудень 2013 — січень 2014                               |                          | 88                   |
| 5          | № 2, лютий 2014                                               |                          | 84                   |
| 6          | № 3, березень 2014                                            |                          | 76                   |
| 7–8        | № 4–5, квітень/травень 2014                                   |                          | 100                  |
| 9          | № 6, червень 2014                                             |                          | 132                  |
| 10–11      | № 7–8, липень/серпень 2014 № 7-8, липень/серпень 2014 (англ.) |                          | 90 (укр.) 40 (англ.) |
| 12         | № 9, вересень 2014                                            |                          | 92                   |
| 13–14      | № 10–11, жовтень/листопад 2014                                |                          | 112                  |
| 15–17      | № 12–2, грудень 2014 — лютий 2015                             |                          | 124                  |
| 18–19      | № 3–4, березень/квітень 2015                                  |                          | 136                  |
| 20–23      | № 5–8, травень/серпень 2015                                   |                          | 148                  |
| спецвипуск | спецвипуск, вересень 2016                                     | про українські переклади | 70                   |
| 24         | №10, жовтень 2016                                             |                          | 140                  |
| 25         | №1, 2018                                                      |                          | 142                  |